# Oberleitungsbus Weimar

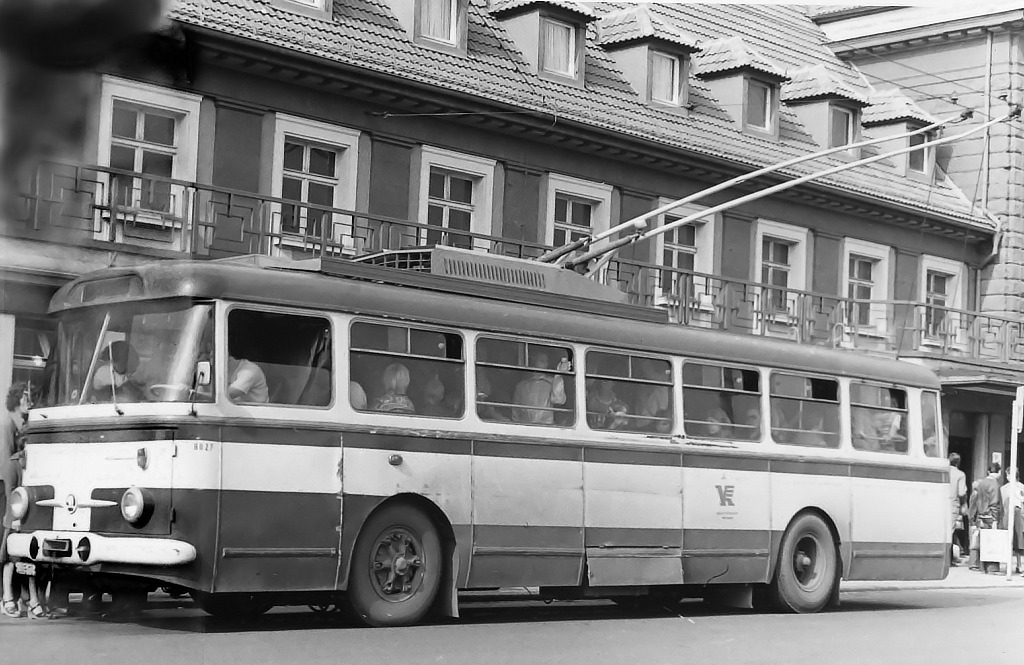
Škoda 9Tr Nummer 8027 vor dem Bahnhof Weimar, Juni 1978

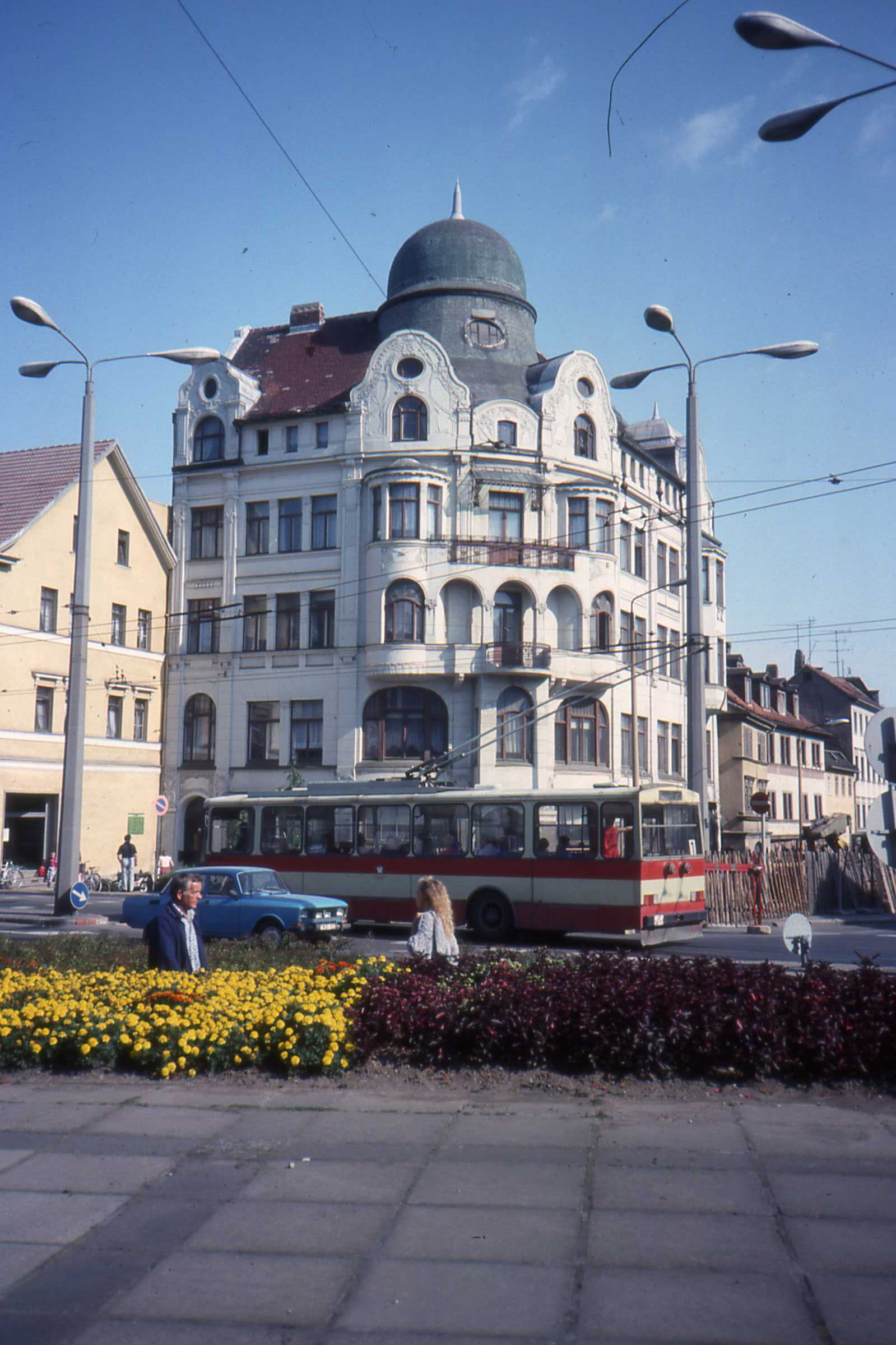
Auf dem Wielandplatz

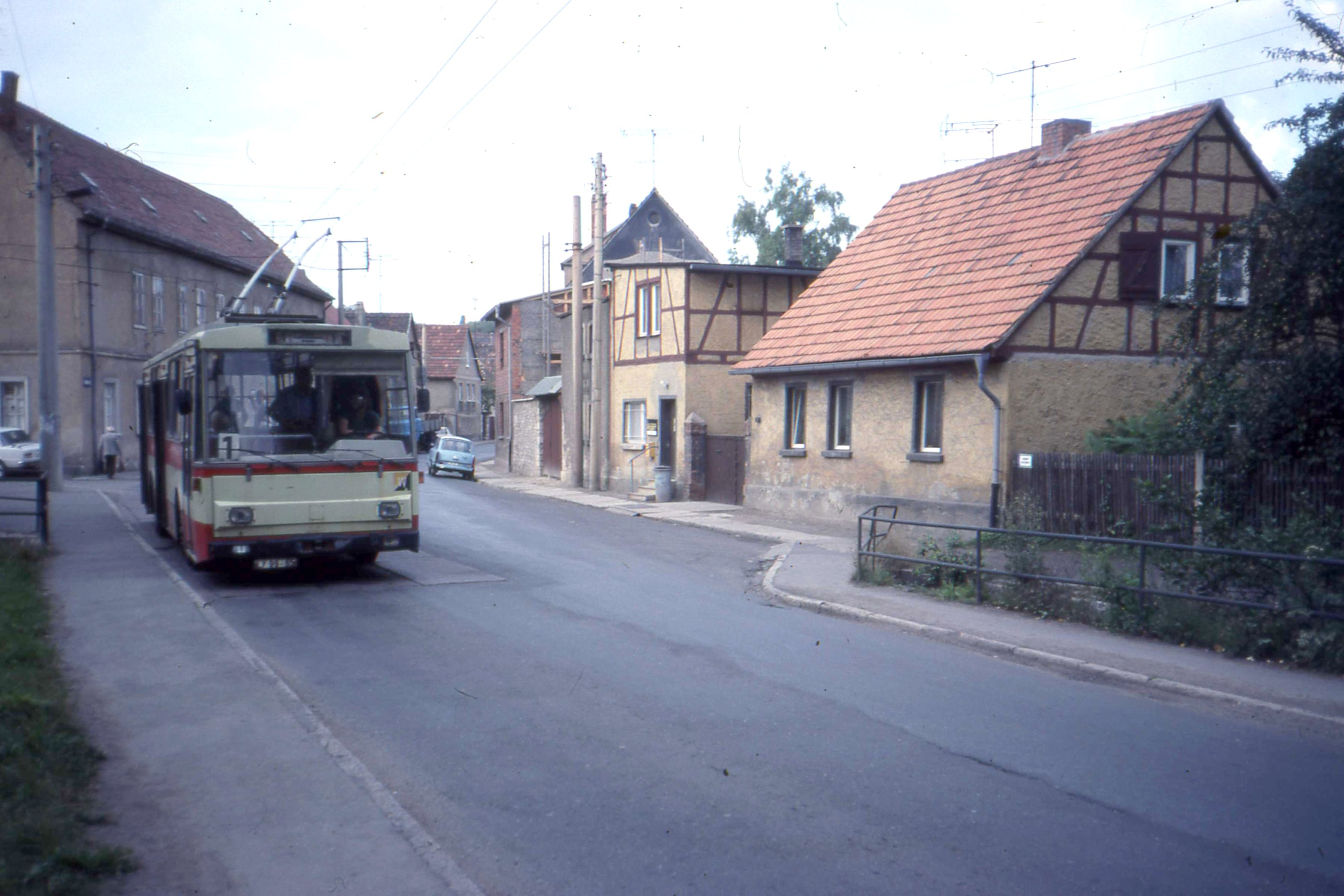
In Ehringsdorf

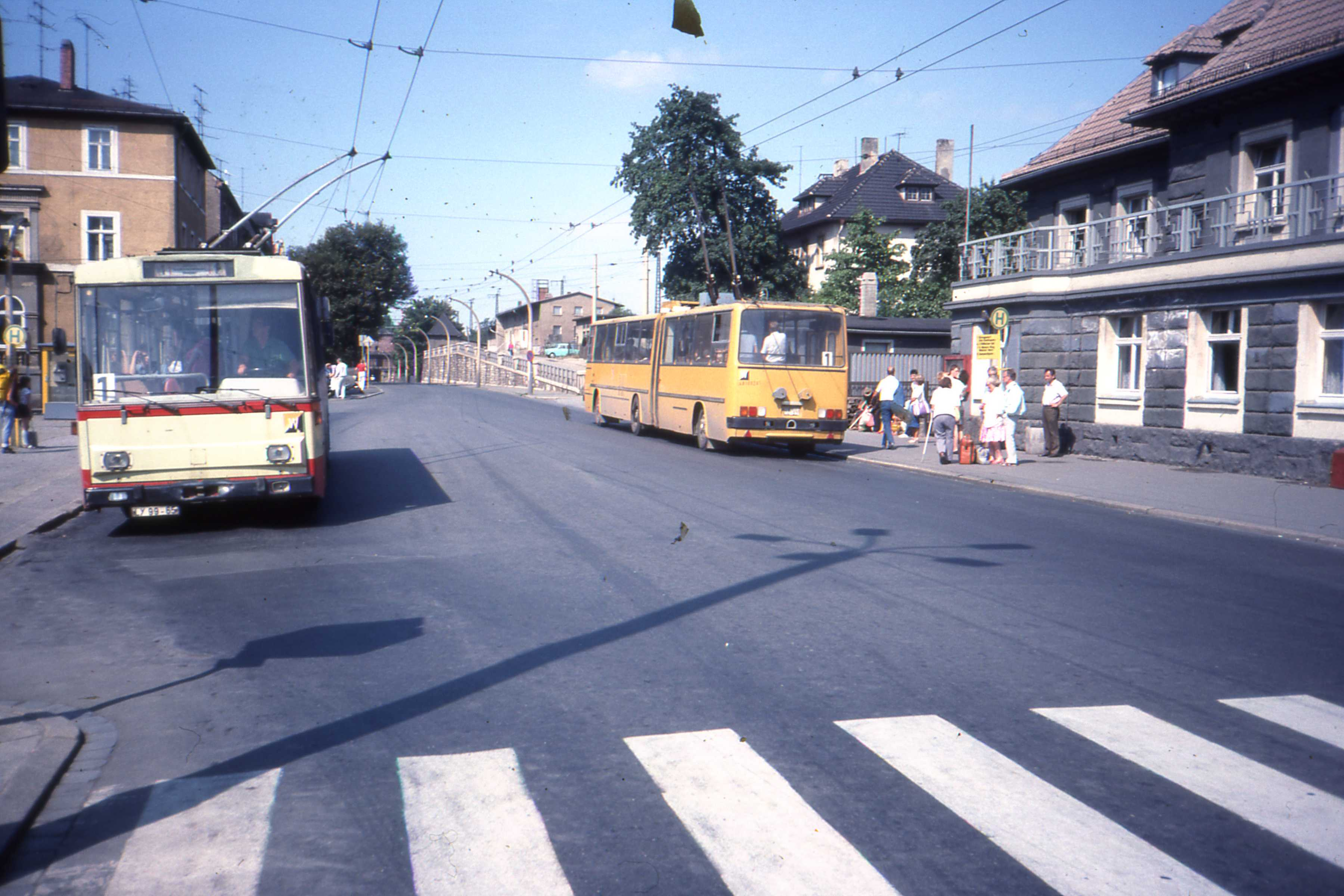
Ein Škoda 14Tr und ein Ikarus 280T begegnen sich vor dem Bahnhof Weimar

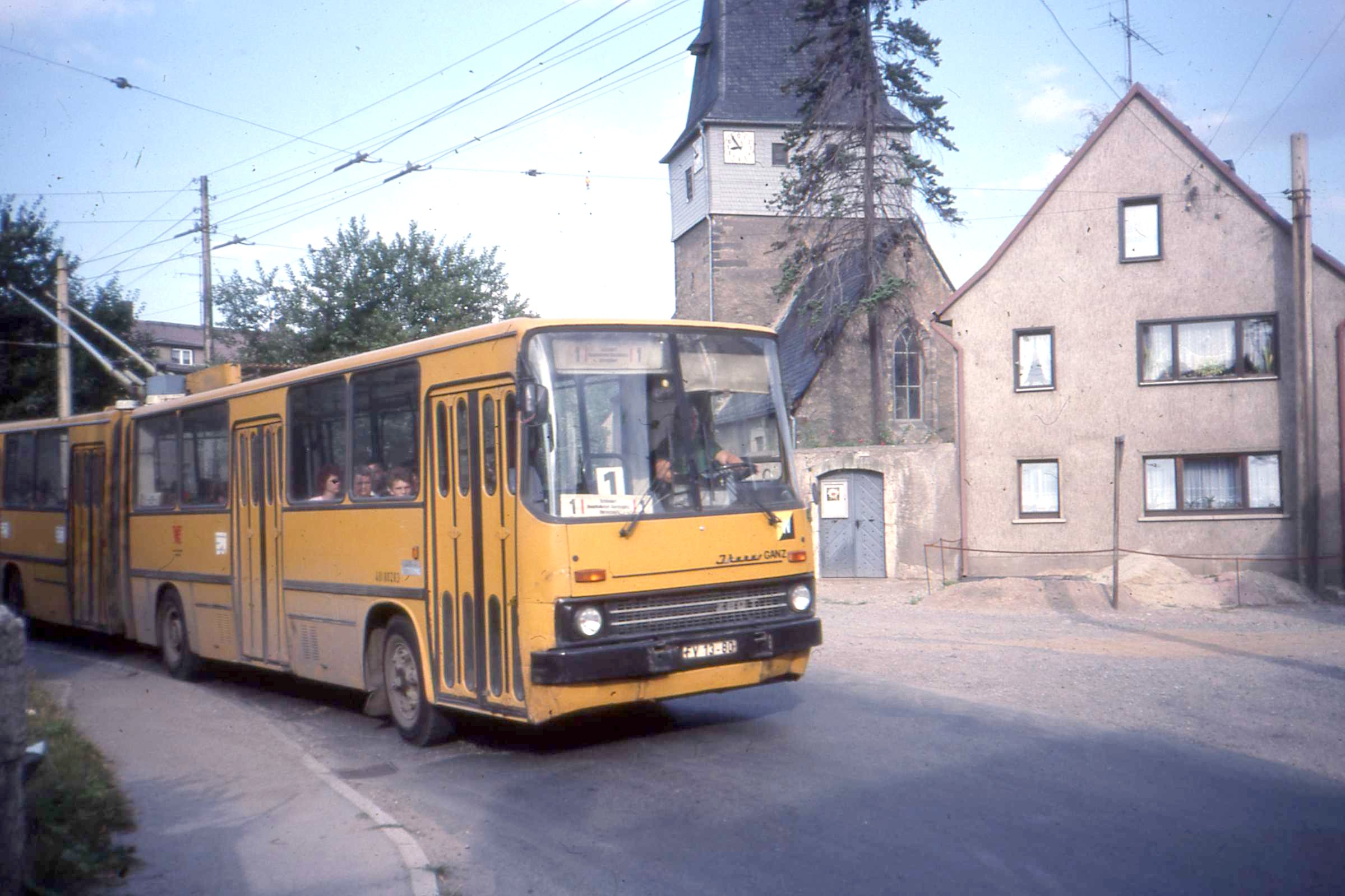
Ikarus 280T auf der Linie 1

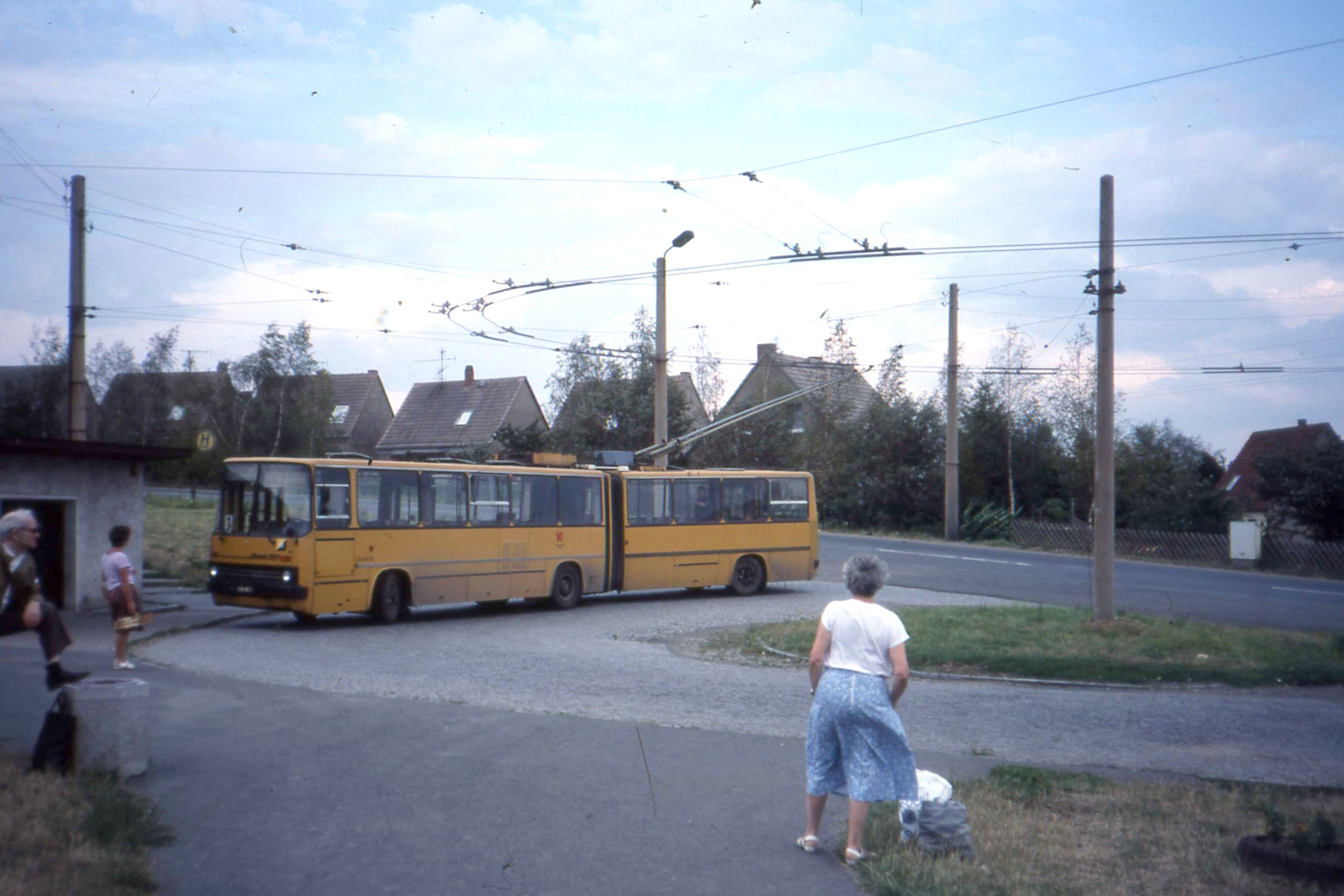
Wendeschleife Schöndorf

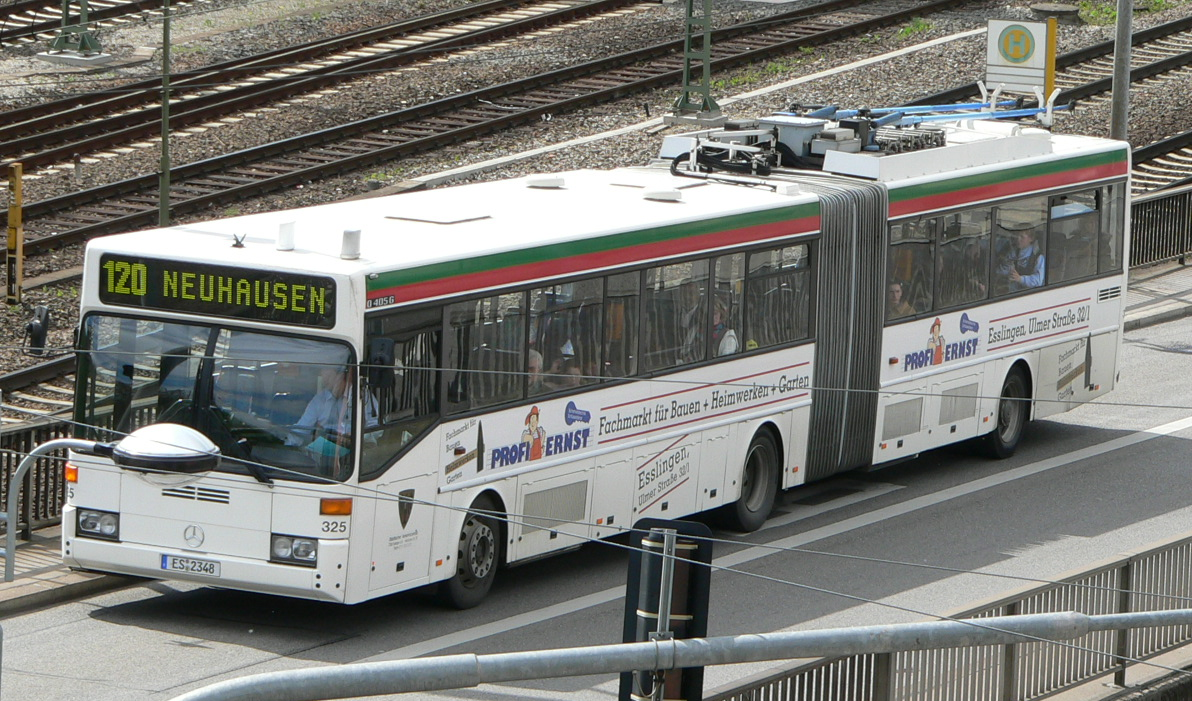
Duo-Bus Daimler Benz/AEG O 405 GTD aus Esslingen, der Typ, der 1990 auch in Weimar im Einsatz war

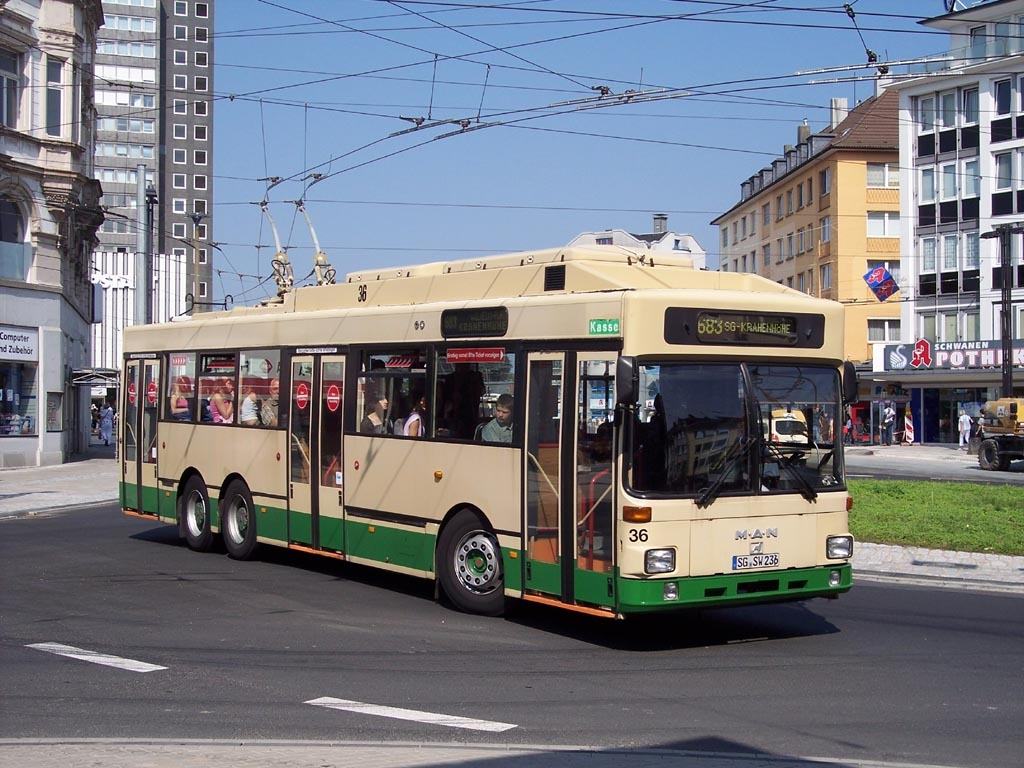
O-Bus MAN SL 172 HO in der Lackierung aus Solingen, wie er 1991 auch in Weimar im Einsatz war

Der Oberleitungsbus Weimar bediente in den Jahren von 1948 bis 1993 einen bedeutenden Teil des innerstädtischen Linienverkehrs in Weimar.

## Geschichte

### Eröffnung
Als die Straßenbahn Weimar im Jahre 1937 stillgelegt wurde, war bereits die Einrichtung eines Oberleitungsbus-Betriebes geplant. Diese verzögerte sich jedoch erheblich, vor allem wegen des Zweiten Weltkrieges. Relativ bald nach Kriegsende begannen erneute Planungen in der damaligen Landeshauptstadt von Thüringen. Trotz der politisch und wirtschaftlich schwierigen Zeiten gelang es dem „Kommunalen Wirtschafts-Unternehmen (KWU) der Stadt Weimar“, am 2. Februar 1948 die erste Obuslinie zu eröffnen.
Diese erste Linie führte von Ehringsdorf im Süden über den Goetheplatz zum Bahnhof Weimar und weiter nach Norden bis zum Umspannwerk und war 6,85 Kilometer lang. Sie wurde im Halbstundentakt bedient. Die am 3. Juli 1950 eröffnete und 1,4 km lange Omnibuslinie vom Unterwerk nach Schöndorf wurde kurze Zeit später elektrifiziert, sodass am 1. Dezember 1953 der Obusverkehr auf diesen Abschnitt ausgedehnt werden konnte; die Linie wurde in der Hauptverkehrszeit im 15-Minuten-Takt bedient. Seit Anfang 1951 firmierte der das zuständige Unternehmen als „VEB (K) Städtischer Verkehr Weimar“.
Auch die Obuslinie 2, die am 3. Mai 1954 vom Berkaer Bahnhof über den Goetheplatz zur Bodelschwinghstraße (3,8 Kilometer) in Oberweimar eröffnet wurde, ging auf eine umgestellte Omnibuslinie zurück; sie verkehrte seit dem 5. März 1951 ab Goetheplatz. Sie wurde am 28. März 1957 um 0,6 Kilometer vom Berkaer Bahnhof bis zur Damaschkestraße verlängert, wo gleichzeitig der neue Obus-Betriebshof errichtet wurde. Bis dahin hatte das Depot der ehemaligen Straßenbahn am Kirschberg diesen Zweck erfüllt.

### Vorläufiges Ende des Obusbetriebs
Am 11. Januar 1966 stellte man die Obuslinie 2 wieder auf Dieselbusse um, während der Verkehr auf der Obuslinie 1 seit 1963 auf dem Teilstück Bahnhof–Falkenburg und ab 1971 auf der ganzen Strecke im Fünf-Minuten-Takt bedient wurde. Neben dieser einzigen Obuslinie gab es damals noch fünf Omnibuslinien in Weimar. Am 1. Januar 1972 übernahm der „VEB Kraftverkehr Weimar“, der bis dahin nur für die Verbindungen in die Umgebung der Stadt zuständig gewesen war, auch den innerstädtischen Verkehr.
In den folgenden Jahren wurden weitere Wohngebiete nur von Omnibuslinien erschlossen; auch auf der Linie 1 waren zeitweise (1982) nur Omnibusse im Einsatz.

### Kurze Wiederkehr der Obusse
Durch die Ölkrise in den 1980er Jahren gewann der Obus-Betrieb wieder an Attraktivität, da der Strom dafür aus heimischer Braunkohle gewonnen werden konnte. Ab dem 2. September 1985 fuhren Obusse auf der 3,1 Kilometer langen Linie 8 vom Bahnhof zur Damaschkestraße. Nach der Wende kam ab 1. März 1990 eine Neubaustrecke von der Erfurter/Fuldaer Straße nach Weimar West hinzu (2,2 Kilometer). Diese verband man mit dem Nordteil der Linie 1, weil deren Südabschnitt Goetheplatz–Ehringsdorf „vorübergehend“ mit Bussen befahren wurde. So entstand nun eine 7,8 Kilometer lange Linie 71 von Weimar West über den Goetheplatz und Bahnhof bis nach Schöndorf. Zwischen Ehringsdorf und Weimar Nord fuhr die Omnibuslinie 11 teilweise parallel zur Obuslinie 71.
Am Anfang des Jahres 1991 organisierte die Stadt den Stadtverkehr in der „Verkehrsbetrieb Weimar GmbH (VBW)“ neu. In den folgenden Jahren wechselten großzügige Planungen des Obusnetzes, bei denen auch an den Einsatz eines Duo-Busses gedacht wurde, mit der Umstellung auf Dieselbusse schnell ab. Nachdem die Obuslinie 8 am 4. Februar 1991 durch die Omnibuslinie 2 ersetzt worden war, verkehrte als einzige Obuslinie die 71 von Weimar West nach Schöndorf, die ab dem 19. Mai 1992 auf die Teilstrecke Weimar West–Bahnhof und auf die Zeit von Montag bis Freitag beschränkt wurde.

### Ende des elektrischen Betriebs

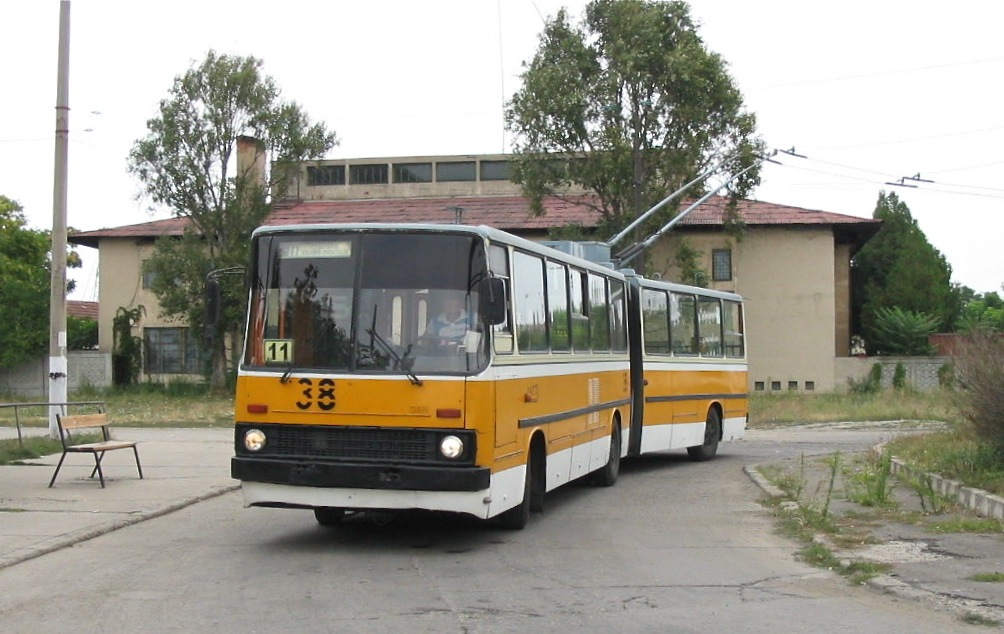
Obus Nummer 204 war mit der neuen Nummer 38 noch bis 2008 in Timișoara im Einsatz

Auch dieser Auslaufbetrieb dauerte nicht mehr lange; am 2. April 1993 verkehrten zum letzten Mal Oberleitungsbusse in Weimar. Damit endete eine Epoche des öffentlichen Verkehrs, in der seit 1899 zusammen mit der Straßenbahn immer wieder elektrische Verkehrsmittel den wesentlichen Teil seiner Aufgaben in der Stadt erfüllt hatten. 
Es gab hernach noch einige Jahre Bestrebungen, das umweltfreundliche Verkehrsmittel erneut einzusetzen. Jedoch waren schon im Sommer 1993 zehn Omnibuslinien mit einer Linienlänge von 75 Kilometern im Stadtverkehr im Einsatz; dafür standen 53 Omnibusse zur Verfügung.

## Ehemalige Obuslinien
| Linie | Streckenführung                                                                   | In Betrieb von | In Betrieb bis | Anmerkung                                                                       |
| ----- | --------------------------------------------------------------------------------- | -------------- | -------------- | ------------------------------------------------------------------------------- |
| 01    | Ehringsdorf – Falkenburg – Goetheplatz – Bahnhof – Umspannwerk                    | 2.2. 1948      | 30.11. 1953    | Neubaustrecke, Strecke verlängert                                               |
| 01    | Ehringsdorf – Falkenburg – Goetheplatz – Bahnhof – Umspannwerk – Schöndorf        | 1.12. 1953     | 28.2. 1990     | Strecke Goetheplatz – Schöndorf in Linie 71 aufgegangen, ansonsten stillgelegt  |
| 02    | Berkaer Bahnhof – Goetheplatz – Oberweimar, Bodelschwinghstraße                   | 3.5. 1954      | 27.3. 1957     | Neubaustrecke, Strecke verlängert                                               |
| 02    | Damaschkestraße – Berkaer Bahnhof – Goetheplatz – Oberweimar, Bodelschwinghstraße | 28.3. 1957     | 10.1. 1966     | stillgelegt                                                                     |
| 08    | Damaschkestraße – Berkaer Bahnhof – Goetheplatz – Bahnhof                         | 2.9. 1985      | 1.2. 1991      | Neubaustrecke, stillgelegt                                                      |
| 71    | Weimar West – Goetheplatz – Bahnhof – Umspannwerk – Schöndorf                     | 1.3. 1990      | 18.5. 1992     | Strecke Goetheplatz – Schöndorf von Linie 1 übernommen, ansonsten Neubaustrecke |
| 71    | Weimar West – Goetheplatz – Bahnhof                                               | 19.5. 1992     | 2.4. 1993      | stillgelegt                                                                     |

## Fahrzeuge

### Geschichte
Der Linienverkehr wurde im Jahre 1948 mit sechs Kriegseinheitsobussen der Normgröße II auf Henschel-Basis und mit elektrischer Ausrüstung von Siemens aufgenommen. In den Jahren 1952 bis 1956 folgten vier LOWA-Fahrzeuge.
Der hohe Verschleiß der stark genutzten O-Busse bedingte einen großen Fahrzeugbedarf. Da Neufahrzeuge zeitweise kaum verfügbar waren, musste der Verkehrsbetrieb in den Folgejahren auch viele gebrauchte Fahrzeuge von stillgelegten O-Bus-Betrieben übernehmen. Beschafft wurden damals zwölf Škoda 8Tr der Baujahre 1958 bis 1960 (sechs neu ab Werk, sechs gebraucht aus Magdeburg, Greiz, Gera und Dresden) sowie 17 Škoda 9Tr der Baujahre 1964 bis 1969 (zehn neu ab Werk, sieben gebraucht aus Magdeburg, Erfurt und Berlin). 1982/1983 erhielt Weimar zwölf werkneue Škoda 14Tr-Wagen, 1986 einen Ikarus 260T, 1985 und 1989 insgesamt 15 Gelenk-O-Busse des Typs Ikarus 280T (Ausführung 280.93) ebenfalls ab Werk. Andererseits wurden 1985 vier Škoda 14Tr nach Potsdam, 1987 zwei Ikarus 280T nach Eberswalde und 1990 ein weiterer Škoda 14Tr nach Potsdam abgegeben. Die allerletzte Neubeschaffung bestand 1991 aus fünf Ikarus 280T, die 1990 nach Suhl geliefert, dort aber nie in Betrieb genommen worden waren. In Weimar wurden sie unter den Betriebsnummern 214 bis 218 in den Bestand eingereiht.
Von der Betriebsaufnahme 1948 bis 1965 waren auch insgesamt zehn O-Bus-Anhänger im Bestand: vier aus Werdauer Produktion von 1944 und 1950 und sechs LOWA W700 und W701 der Baujahre 1955 bis 1961. Vier W701 gelangten 1965 nach Eberswalde, wo sie teilweise bis 1985 im Einsatz standen. 
Im November 1990 war der Duo-Bus 318 des Typs Mercedes-Benz O 405 GTD mit dem Kennzeichen ES-2364 vom Oberleitungsbus Esslingen am Neckar in Weimar im Einsatz.
Im November 1991 wurde Wagen 2532 des Typs MAN SL 172 HO vom Oberleitungsbus Solingen kurze Zeit in Weimar getestet.
Nach Einstellung des O-Bus-Betriebes wurden die meisten Fahrzeuge ins Ausland verkauft. Noch 1992, während des Auslaufbetriebes, wurden fünf Škoda 14Tr nach Sibiu und der einzige Ikarus 260T an den Oberleitungsbus Budapest abgegeben. Zehn Ikarus 280T gelangten 1993 nach Tscheljabinsk, drei weitere 1996 zum Oberleitungsbus Timișoara in Rumänien, wo sie noch bis 2008 im Einsatz waren.
Die 1983 gebauten Škoda 14Tr mit den Nummern 8002 und 8009 sowie fünf 1985 gebaute Ikarus 280T wurden 1991/1992 ohne Abgabe an andere Betriebe ausgemustert. 
Erhalten blieb der Škoda 14Tr Nummer 8003, der zu den 1985 nach Potsdam abgegebenen Fahrzeugen gehört. Heute verkehrt er als historischer Wagen Nummer 3 mit dem Kennzeichen BAR-HP 47 beim Oberleitungsbus Eberswalde.

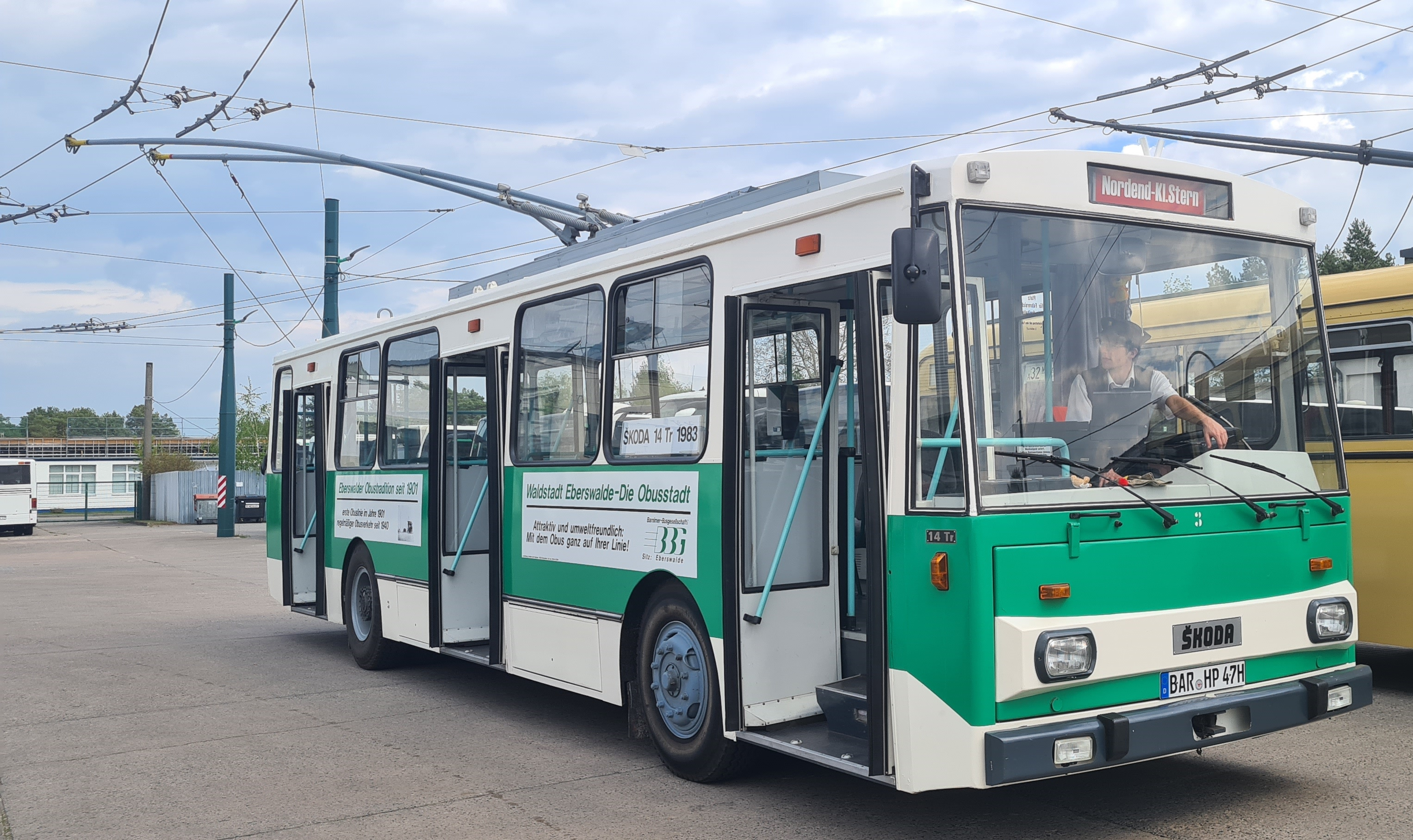
Škoda 14Tr Ex-Weimar als historisches Fahrzeug in Eberswalde

### Nummerierung
Ursprünglich wurden die Fahrzeuge, mit 1 beginnend, fortlaufend nummeriert; durch Ausmusterung frei gewordene Nummern wurden erneut vergeben. Die höchste Nummer war die 24. Die Anhänger trugen die Nummern 40 bis 49. Mit der Angliederung des Betriebes an den VEB Kraftverkehr Weimar wurde das dort übliche Nummernsystem eingeführt, das die fortlaufende Nummerierung ab 8000 vorsah und bei 8034 endete. Die Nummern 8013, 8015, 8017 und 8018 waren nicht besetzt, da die betreffenden Fahrzeuge vor der Umzeichnung ausgemustert worden waren. Am Ende der 1980er Jahre wurden die Nummern mit weiteren Stellen ergänzt (Beispiele: 8002 wurde zu 48|80027, 8012 zu 48|80123), in der neuen Form jedoch nicht an allen Fahrzeugen angebracht. Nach Übergabe des Betriebes an die Stadtwerke Weimar im Jahr 1991 erhielten die Ikarus 280T die Nummern 201 bis 218, die verbliebenen Zweiachser die Nummern 241 bis 246.